# Walden W. Shaw Livery Company
Walden W. Shaw Livery Company war ein US-amerikanischer Hersteller von Automobilen.

## Unternehmensgeschichte
Walden W. Shaw gründete 1908 das Unternehmen in Chicago in Illinois. Zunächst war es als Autohaus für American Locomotive Company, Premier Motors und Reo Motor Car Company tätig. Ende 1908 wurde John Daniel Hertz sein Partner. Fahrzeuge von der E. R. Thomas Motor Car Company wurden nun ebenfalls verkauft. Später entstanden Fahrgestelle für Taxis.
1915 gründete Hertz die Yellow Cab Manufacturing Company sowie die Walden W. Shaw Livery Corporation als Holding.
1920 begann die Produktion von Automobilen. Die erste öffentliche Präsentation fand anlässlich der Chicago Automobile Show Week im Februar 1920 statt. Der Markenname lautete Shaw und wurde möglicherweise vorübergehend in Colonial geändert. 1921 endete die Produktion. Die Yellow Cab Manufacturing Company setzte die Produktion unter dem  Markennamen Ambassador fort.
Weitere US-amerikanische Hersteller von Personenkraftwagen der Marke Shaw waren J. E. Shaw & Company und Shaw Manufacturing Company.

## Fahrzeuge
Die Fahrzeuge hatten zunächst einen Vierzylindermotor von Rochester Duesenberg. Er leistete 81 PS. Das Fahrgestell hatte 345 cm Radstand. Überliefert sind Roadster mit zwei Sitzen, Phaeton mit vier Sitzen und Tourenwagen mit sieben Sitzen.
Ab Juli 1920 kam ein anderer Motor zum Einsatz. Es war ein V12-Motor mit OHV-Ventilsteuerung von der Weidely Motors Company. Radstand und Aufbauten änderten sich nicht.